# غزوة تبوك
غَزْوَةُ تَبُوك أو غزوة العسرة هي الغزوة التي خرج الرسول محمد  لها في رجب من عام 9 هـ بعد العودة من حصار الطائف بنحو ستة أشهر.
تُعد غزوة تبوك هي آخر الغزوات التي خاضها الرسول. بدأت تداعيات تلك الغزوة عندما قرر الروم إنهاء القوة الإسلامية التي أخذت تهدد الكيان البيزنطي المسيطر على المنطقة؛ فخرجت جيوش الروم العرمرمية بقوى بيزنطية وعربية تقدر بأربعين ألف مقاتل قابلها ثلاثون ألفًا من جيش المسلمين. انتهت المعركة بلا صدام أو قتال لأن جيش الروم تشتت وتبدد في البلاد خوفًا من المواجهة؛ مما رسم تغيرات عسكرية في المنطقة، جعلت حلفاء الروم يتخلون عنها ويحالفون العرب كقوة أولى في المنطقة. لذلك، حققت هذه الغزوة الغرض المرجو منها بالرغم من عدم الاشتباك الحربي مع الروم الذين آثروا الفرار شمالًا فحققوا انتصارًا للمسلمين دون قتال، حيث أخلوا مواقعهم للمسلمين، وترتب على ذلك خضوع النصرانية التي كانت تمت بصلة الولاء لدولة الروم مثل إمارة دومة الجندل، وإمارة إيلة (مدينة العقبة حاليًا على خليج العقبة الآسيوي)، وكتب الرسول محمد بينه وبينهم كتابًا يحدد ما لهم وما عليهم،
وقد عاتب القرآن من تخلف عن تلك الغزوة عتابًا شديدًا، وتميزت غزوة تبوك عن سائر الغزوات بأن الله حث على الخروج فيها - وعاتب وعاقب من تخلف عنها - والآيات الكريمة جاءت بذلك، في قوله تعالى: ﴿انْفِرُوا خِفَافًا وَثِقَالًا وَجَاهِدُوا بِأَمْوَالِكُمْ وَأَنْفُسِكُمْ فِي سَبِيلِ اللَّهِ ذَلِكُمْ خَيْرٌ لَكُمْ إِنْ كُنْتُمْ تَعْلَمُونَ ۝٤١﴾ [التوبة:41](1).

## التسمية
اشتهرت هذه الغزوة باسم غزوة تبوك، نسبة إلى عين تبوك، التي انتهى إليها جيش المسلمين، وأصل هذه التسمية جاءت في «صحيح مسلم»، فقد روى بسنده إلى معاذ بن جبل أن النبي محمدًا قال: «إِنَّكُمْ سَتَأْتُونَ غَدًا، إِنْ شَاءَ اللهُ، عَيْنَ تَبُوكَ، وَإِنَّكُمْ لَنْ تَأْتُوهَا حَتَّى يُضْحِيَ النَّهَارُ، فَمَنْ جَاءَهَا مِنْكُمْ فَلَا يَمَسَّ مِنْ مَائِهَا شَيْئًا حَتَّى آتِيَ».
لقد سميت أيضًا بـ«غزوة العُسْرة» لشدة ما لاقى المسلمون فيها من الضنك، فقد كان الجو شديد الحرارة، والمسافة بعيدة، والسفر شاقًّا لقلة المؤونة وقلة الدواب التي تحمل المسلمين إلى أرض المعركة، وقلة الماء في هذا السفر الطويل والحر الشديد، وكذلك قلة المال الذي يجهز به الجيش وينفق عليه. وقد ورد اسم العسرة في القرآن الكريم، جاء في سورة التوبة: ﴿لَقَدْ تَابَ اللَّهُ عَلَى النَّبِيِّ وَالْمُهَاجِرِينَ وَالْأَنْصَارِ الَّذِينَ اتَّبَعُوهُ فِي سَاعَةِ الْعُسْرَةِ مِنْ بَعْدِ مَا كَادَ يَزِيغُ قُلُوبُ فَرِيقٍ مِنْهُمْ ثُمَّ تَابَ عَلَيْهِمْ إِنَّهُ بِهِمْ رَءُوفٌ رَحِيمٌ ۝١١٧﴾ [التوبة:117](2).
وللغزوة أيضًا اسم ثالث هو: الفاضحة، ذكره الزرقاني في كتابه «شرح المواهب اللدنية»، وسميت بهذا الاسم لأن هذه الغزوة كشفت عن حقيقة المنافقين، وهتكت أستارهم، وفضحت أساليبهم العدائية الماكرة، وأحقادهم الدفينة، وجرائمهم البشعة، بحق رسول الله محمد والمسلمين.
وأما موقع تبوك فيقع شمال الحجاز، يبعد عن المدينة 778 ميلًا حسب الطريق المعبدة في الوقت الحاضر.

## سبب الغزوة
ذكر ابن كثير (700 هـ- 774 هـ) في «البداية والنهاية»: أن الله سبحانه لما نزلت آية: ﴿يَا أَيُّهَا الَّذِينَ آمَنُوا إِنَّمَا الْمُشْرِكُونَ نَجَسٌ فَلا يَقْرَبُوا الْمَسْجِدَ الْحَرَامَ بَعْدَ عَامِهِمْ هَذَا﴾(3)، قالت قريش، كما ورد عن ابن عباس ومجاهد وسعيد بن جبير وقتادة والضحاك وغيرهم، وكان ذلك بعد فتح مكة: "لينقطعن عنا المتاجر والأسواق أيام الحج، وليذهبن ما كنا نصيب منها، فعوضهم الله عن ذلك، بالأمر بقتال أهل الكتاب، حتى يسلموا أو يعطوا الجزية عن يد وهم صاغرون ويرى ابن كثير أن سبب الغزوة هو استجابة طبيعية لفريضة الجهاد؛ ولذلك عزم الرسول محمد قتال الروم؛ لأنهم أقرب الناس إليه، وأولى الناس بالدعوة إلى الإسلام لقربهم إليه وإلى أهله، جاء في سورة التوبة: ﴿يَا أَيُّهَا الَّذِينَ آمَنُوا قَاتِلُوا الَّذِينَ يَلُونَكُمْ مِنَ الْكُفَّارِ وَلْيَجِدُوا فِيكُمْ غِلْظَةً وَاعْلَمُوا أَنَّ اللَّهَ مَعَ الْمُتَّقِينَ ۝١٢٣﴾ [التوبة:123](4).
وذكر ابن كثير أن رسول الله عزم على قتال أهل الكتاب؛ لأن هذه الآية هي أول الأمر بقتالهم بعدما أذل الله المشركين، ودخل الناس في دين الله أفواجًا، واستقامت جزيرة العرب. وقد أمر الله ورسوله بقتال أهل الكتابين اليهود والنصارى، وكان ذلك في سنة تسع، ولهذا تجهز رسول الله محمد لقتال الروم ودعا الناس إلى ذلك، وأظهره لهم وبعث إلى أحياء العرب فندبهم، فأوعبوا معه، واجتمع من المقاتلة نحو من ثلاثين ألفًا، وتخلف بعض الناس من أهل المدينة ومن حولها من المنافقين وغيرهم، وكان ذلك عام جدب، ووقت قيظ وحر، وخرج النبي يريد الشام لقتال الروم فبلغ تبوك، فنزل بها، وأقام بها قريبا من عشرين يومًا.

وأما عن أسباب الغزوة، فأحدها هو تحرك قوات رومية وعربية موالية لها نحو المسلمين، فقد قال نور الدين الحلبي: «بلغ رسول الله ﷺ أن الروم قد جمعت جموعا كثيرة الشام، وأنهم قدموا مقدماتهم إلى البلقاء المحل المعروف.أي وذكر بعضهم أن سبب ذلك أن متنصرة العرب كتبت إلى هرقل: إن هذا الرجل الذي قد خرج يدعي النبوّة هلك وأصابت أصحابه سنون أهلكت أموالهم، فبعث رجلا من عظمائهم وجهز معه أربعين ألفا، أي ولم يكن لذلك حقيقة، أي وإنما ذلك شيء قيل لمن يبلغ ذلك للمسلمين ليرجف به وكان ذلك في عسرة في الناس وجدب في البلاد، أي وشدة من نحو الحر، وحين طابت الثمار والناس يحبون المقام في ثمارهم وظلالهم».

## استعداد المسلمين للمعركة
وصلت أخبار الروم إلى الرسول في وقت صيف أجدبت فيه الأرض، واشتد فيه الحر، وقل فيه الماء، مما جعل الموقف مُحرج بالنسبة للمسلمين لكن النبي محمد لم يكن يملك حلاً سوى مواجهة الروم رغم كل التحديات التي يعيشها المسلمون، وبطبيعة الحال أتى القرار الحاسم الذي لا رجعة فيه من النبي بالخروج والزحف لمواجهة حشود الروم، فبدأ النبي محمد بإبلاغ قبائل العرب المجاورة وأهل مكة لاستنفارهم على الدفاع وحثهم على الصدقات والدعم المادي لجيش المسلمسن، وفي هذا الوقت نزلت آية من سورة التوبة توصي المسلمين بالقتال والصمود، فكانت ردة فعل المسلمين تجاه قرار الرسول سريعة وواضحة فقد تدفقت القبائل والأفراد والمقاتلون للمدينة، وأتى القريب والبعيد استعداداً لقتال الروم. أما من ناحية الدعم المادي، فقد حث الرسول الصحابة على الإنفاق في هذه الغزوة لبعدها، وكثرة المشاركين فيها، ووعد المنفقين بالأجر العظيم من الله، فأنفق كل حسب مقدرته.
كان عثمان بن عفان صاحب القِدْح المُعَلَّى في الإنفاق في هذه الغزوة، فقد روى الترمذي في «سُننهِ» عَنْ عَبْدِ الرَّحْمَنِ بْنِ خَبَّابٍ، قَالَ: «شَهِدْتُ النَّبِيَّ ﷺ وَهُوَ يَحُثُّ عَلَى جَيْشِ العُسْرَةِ فَقَامَ عُثْمَانُ بْنُ عَفَّانَ فَقَالَ: يَا رَسُولَ اللهِ عَلَيَّ مِائَةُ بَعِيرٍ بِأَحْلاَسِهَا وَأَقْتَابِهَا فِي سَبِيلِ اللهِ، ثُمَّ حَضَّ عَلَى الجَيْشِ فَقَامَ عُثْمَانُ بْنُ عَفَّانَ فَقَالَ: يَا رَسُولَ اللهِ عَلَيَّ مِائَتَا بَعِيرٍ بِأَحْلاَسِهَا وَأَقْتَابِهَا فِي سَبِيلِ اللهِ، ثُمَّ حَضَّ عَلَى الجَيْشِ فَقَامَ عُثْمَانُ بْنُ عَفَّانَ فَقَالَ: يَا رَسُولَ اللهِ عَلَيَّ ثَلاَثُ مِائَةِ بَعِيرٍ بِأَحْلاَسِهَا وَأَقْتَابِهَا فِي سَبِيلِ اللهِ، فَأَنَا رَأَيْتُ رَسُولَ اللهِ ﷺ يَنْزِلُ عَنِ الْمِنْبَرِ وَهُوَ يَقُولُ: مَا عَلَى عُثْمَانَ مَا عَمِلَ بَعْدَ هَذِهِ، مَا عَلَى عُثْمَانَ مَا عَمِلَ بَعْدَ هَذِهِ»، كما روى أحمد بن حنبل في «مُسندهِ»، عن عبد الرحمن بن سمرة قال: «جَاءَ عُثْمَانُ بْنُ عَفَّانَ إِلَى النَّبِيِّ ﷺ بِأَلْفِ دِينَارٍ فِي ثَوْبِهِ، حِينَ جَهَّزَ النَّبِيُّ ﷺ جَيْشَ الْعُسْرَةِ، قَالَ: فَصَبَّهَا فِي حِجْرِ النَّبِيِّ ﷺ، فَجَعَلَ النَّبِيُّ ﷺ، يُقَلِّبُهَا بِيَدِهِ، وَيَقُولُ: "مَا ضَرَّ ابْنُ عَفَّانَ مَا عَمِلَ بَعْدَ الْيَوْمِ" يُرَدِّدُهَا مِرَارًا».

عثمان بن عفان أكثر المجاهدين بالمال في الغزوة

وأمّا عمر بن الخطاب فقد تصدق بنصف ماله وظن أنه سيسبق أبا بكر بذلك، حيث روى عمر عن ذلك حيث قال: «أَمَرَنَا رَسُولُ اللَّهِ ﷺ يَوْمًا أَنْ نَتَصَدَّقَ، فَوَافَقَ ذَلِكَ مَالًا عِنْدِي، فَقُلْتُ: الْيَوْمَ أَسْبِقُ أَبَا بَكْرٍ إِنْ سَبَقْتُهُ يَوْمًا، فَجِئْتُ بِنِصْفِ مَالِي، فَقَالَ رَسُولُ اللَّهِ ﷺ: «مَا أَبْقَيْتَ لِأَهْلِكَ؟»، قُلْتُ: مِثْلَهُ، قَالَ: وَأَتَى أَبُو بَكْرٍ  بِكُلِّ مَا عِنْدَهُ، فَقَالَ لَهُ رَسُولُ اللَّهِ ﷺ: «مَا أَبْقَيْتَ لِأَهْلِكَ؟» قَالَ: أَبْقَيْتُ لَهُمُ اللَّهَ وَرَسُولَهُ، قُلْتُ: لَا أُسَابِقُكَ إِلَى شَيْءٍ أَبَدًا».
وروى أن عبد الرحمن بن عوف أنفق ألفي درهم وهي نصف أمواله لتجهيز جيش العسرة. وكانت لبعض الصحابة نفقات عظيمة، كالعباس بن عبد المطلب، وطلحة بن عبيد الله، ومحمد بن مسلمة، وعاصم بن عدي.
قدَّم فقراء المسلمين جهدهم من النفقة على استحياء؛ ولذلك تعرَّضوا للسخرية من المنافقين، فقد روي أنّ أَبُو عَقِيلٍ تَصَدَّقَ بِنِصْفِ صَاعٍ، وَجَاءَ إِنْسَانٌ بِشَيْءٍ أَكْثَرَ مِنْهُ، فَقَالَ الْمُنَافِقُونَ: «إِنَّ اللهَ لَغَنِيٌّ عَنْ صَدَقَةِ هَذَا، وَمَا فَعَلَ هَذَا الْآخَرُ إِلَّا رِيَاءً، إِنَّ اللهَ لَغَنِيٌّ عَنْ صَدَقَةِ هَذَا، وَمَا فَعَلَ هَذَا الْآخَرُ إِلَّا رِيَاءً»، فَنَزَلَتْ آية: ﴿الَّذِينَ يَلْمِزُونَ الْمُطَّوِّعِينَ مِنَ الْمُؤْمِنِينَ فِي الصَّدَقَاتِ وَالَّذِينَ لَا يَجِدُونَ إِلَّا جُهْدَهُمْ فَيَسْخَرُونَ مِنْهُمْ سَخِرَ اللَّهُ مِنْهُمْ وَلَهُمْ عَذَابٌ أَلِيمٌ ۝٧٩﴾ [التوبة:79](5).
حزن الفقراء من المؤمنين؛ وذلك لأنهم لا يملكون نفقة الخروج إلى الجهاد، حيث يُذكر أن بعض رجال المسلمين جاؤوا للنبي مُحمد، وهُم البكّاؤون، وكانوا سَبْعَةُ نَفَرٍ مِنَ الْأَنْصَارِ وَغَيْرِهِمْ، مِنْهُمْ مِنَ الْأَنْصَارِ: سَالِمُ بْنُ عُمَيْرٍ، وَعُلْبَةُ بْنُ زَيْدٍ، وَأَبُو ليلى: عَبْدِ الرَّحْمَنِ بْنِ كَعْبٍ، وَعَمْرُو بْنُ الْحُمَامِ بْنُ الْجَمُوحِ، وَعَبْدُ اللهِ بْنُ مُغَفَّلٍ الْمُزَنِيُّ، وَبَعْضُهُمْ يَقُولُ هُوَ: عَبْدُ اللهِ بْنُ عَمْرٍو الْمُزَنِيُّ وَهَرْمِيُّ بْنُ عَبْدِ اللهِ، وَعِرْبَاضُ بْنُ سَارِيَةَ الْفَزَارِيُّ، فَاسْتَحْمَلُوا النبي مُحمد، وكانوا أهل حاجة فقال: «لاَ أَجِدُ مَا أَحْمِلُكُمْ عَلَيْهِ تَوَلَّوْا وَأَعْيُنُهُمْ تَفِيضُ مِنَ الدَّمْعِ حَزَنًا أَلاَّ يَجِدُوا مَا يُنْفِقُونَ».
وروي أيضًا «أَنَّ يَامِينَ بْنَ عَمْرِو بْنِ كَعْبٍ لَقِيَ أَبَا لَيْلَى عَبْدَ الرَّحْمَنِ بْنِ كَعْبِ وعبد الله بن مغفل وَهُمَا يَبْكِيَانِ، فَقَالَ: مَا يُبْكِيكُمَا فَقَالَا جِئْنَا إِلَى رَسُولِ اللهِ ﷺ لِيَحْمِلَنَا، فَلَمْ نَجِدْ عِنْدَهُ مَا يَحْمِلُنَا، وَلَيْسَ عِنْدَنَا مَا نَتَقَوَّى بِهِ عَلَى الْخُرُوجِ مَعَ رَسُولِ اللهِ ﷺ، فَأَعْطَاهُمَا نَاضِحًا لَهُ فَارْتَحَلَاهُ وَزَوَّدَهُمَا شَيْئًا مِنْ لَبَنٍ فَخَرَجَا مَعَ رَسُولِ اللهِ ﷺ».
كما يُذكر أن الصحابي عُلْبَةُ بْنُ زَيْدٍ صلى من الليل وبكى، وَقَالَ: «اللهُمَّ إِنَّكَ قَدْ أَمَرْتَ بِالْجِهَادِ، وَرَغَّبْتَ فِيهِ، ثُمَّ لَمْ تَجْعَلْ عِنْدِي مَا أَتَقَوَّى بِهِ مَعَ رَسُولِ اللهِ ﷺ، وَلَمْ تَجْعَلْ فِي يَدِ رَسُولِ اللهِ ﷺ مَا يَحْمِلُنِي عليه، وَإِنِّي أَتَصَدَّقُ عَلَى كُلِّ مُسْلِمٍ بِكُلِّ مَظْلِمَةٍ أَصَابَنِي بِهَا فِي مَالٍ أَوْ جَسَدٍ أَوْ عِرْضٍ ثُمَّ أَصْبَحَ مَعَ النَّاسِ»، فقَالَ الرسول مُحمد: «أَيْنَ الْمُتَصَدِّقُ هَذِهِ اللَّيْلَةَ؟»، فَلَمْ يَقُمْ له أَحَدٌ، ثُمَّ قَالَ: «أَيْنَ الْمُتَصَدِّقُ؟» فَلْيَقُمْ، فَقَامَ إِلَيْهِ فَأَخْبَرَهُ، فَقَالَ رَسُولُ الله: «أَبْشِرْ فو الَّذِي نَفْسُ مُحَمَّدٍ بِيَدِهِ لَقَدْ كُتِبْتَ فِي الزَّكَاةِ الْمُقْبِلَةِ».
وروي أن واثلة بن الأسقع قال: «كان رسول الله ﷺ في غزوة تبوك فخرجت إلى أهلي فأقبلت وقد خرج أول صحابة رسول الله ﷺ فطفقت في المدينة أنادي ألا من يحمل رجلا له سهمه فنادى شيخ من الأنصار قال لنا سهمه على أن نحمله عقبة وطعامه معنا قلت نعم قال فسر على بركة الله  قال فخرجت مع خير صاحب حتى أفاء الله علينا فأصابني قلائص فسقتهن حتى أتيته فخرج فقعد على حقيبة من حقائب إبله ثم قال سقهن مدبرات ثم قال سقهن مقبلات فقال ما أرى قلائصك إلا كراما قال إنما هي غنيمتك التي شرطت لك قال خذ قلائصك يا ابن أخي فغير سهمك أردنا».
وقد عذر الله الذين تخلفوا عن الخروج للجهاد مع النبي مُحمد، في غزوة تبوك بسبب فقرهم أو ضعفهم ومرضهم، حيث نزل فيهم: ﴿لَيْسَ عَلَى الضُّعَفَاءِ وَلَا عَلَى الْمَرْضَى وَلَا عَلَى الَّذِينَ لَا يَجِدُونَ مَا يُنْفِقُونَ حَرَجٌ إِذَا نَصَحُوا لِلَّهِ وَرَسُولِهِ مَا عَلَى الْمُحْسِنِينَ مِنْ سَبِيلٍ وَاللَّهُ غَفُورٌ رَحِيمٌ ۝٩١ وَلَا عَلَى الَّذِينَ إِذَا مَا أَتَوْكَ لِتَحْمِلَهُمْ قُلْتَ لَا أَجِدُ مَا أَحْمِلُكُمْ عَلَيْهِ تَوَلَّوْا وَأَعْيُنُهُمْ تَفِيضُ مِنَ الدَّمْعِ حَزَنًا أَلَّا يَجِدُوا مَا يُنْفِقُونَ ۝٩٢﴾ [التوبة:91–92](6).

## خروج المسلمين
خرج المسلمون من المدينة بعدد كبير قوامه ثلاثين ألف لم يتخلف منهم إلا المنافقون، والثلاثة المشهورين، واستخلف الرسول مُحمد على المدينة ابن عمه الإمامُ علي بن أبي طالب، فَقَالَ له علي: «أَتُخَلِّفُنِي فِي الصِّبْيَانِ وَالنِّسَاءِ؟»، فقال النبي محمد: «أَلاَ تَرْضَى أَنْ تَكُونَ مِنِّي بِمَنْزِلَةِ هَارُونَ مِنْ مُوسَى؛ إِلَّا أَنَّهُ لَيْسَ نَبِيٌّ بَعْدِي»، هكذا ورد في «الصحيحين». وتقول رواياتٍ أخرى إنه استخلف عليها سباع بن عرفطة، فقد ذكر ابن الأثير في «الكامل في التاريخ» أنّ رَسُولُ اللَّهِ اسْتَخْلَفَ عَلَى الْمَدِينَةِ سِبَاعَ بْنَ عُرْفُطَةَ، وَعَلَى أَهْلِهِ عَلِيَّ بْنَ أَبِي طَالِبٍ. وقيل إنه استخلف عليها ابن أم مكتوم، وقيل محمد بن مسلمة الأنصاري.
واستطاع الرسول محمد أن يحشد ثلاثين ألف مقاتل من المهاجرين والأنصار وأهل مكة والقبائل العربية الأخرى، ولقد أعلن النبي محمد -على غير عادته في غزواته- هدفه ووجهته في القتال، إذ أعلن صراحة أنه يريد قتال بني الأصفر (الروم)، علما بأن هديه في معظم غزواته أن يوري فيها، ولا يصرح بهدفه ووجهته وقصده، حفاظًا على سرية الحركة ومباغتة العدو.
وكانت الأسباب وراء ذلك: بعد المسافة، فقد كان رسول الله يدرك أن السير إلى بلاد الروم يعد أمرًا صعبًا؛ لأن التحرك سيتم في منطقة صحراوية ممتدة قليلة الماء والنبات، ولا بد - حينئذ- من إكمال المؤنة ووسائل النقل للمجاهدين قبل بدء الحركة؛ حتى لا يؤدي نقص هذه الأمور إلى الإخفاق في تحقيق الهدف المنشود؛ كثرة عدد الروم، بالإضافة إلى أن مواجهتهم تتطلب إعدادًا خاصًّا، فهم عدو يختلف في طبيعته عن الأعداء الذين واجههم النبي من قبل، فأسلحتهم كثيرة، ودرايتهم بالحرب كبيرة، وقدرتهم القتالية فائقة.

### إثباط للعزيمة

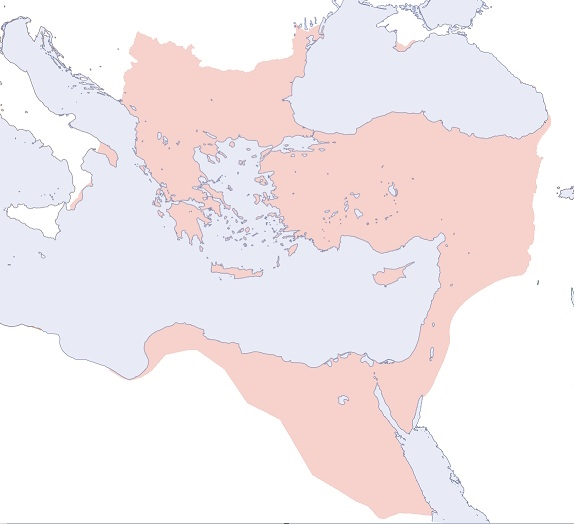
الإمبراطرية البيزنطية عام 500

عندما أعلن النبي محمد ودعا إلى الإنفاق في تجهيز هذه الغزوة، أخذ المنافقون في تثبيط همم الناس قائلين لهم: «لا تنفروا في الحرّ»، فأنزل الله تعالى فيهم: ﴿فَرِحَ الْمُخَلَّفُونَ بِمَقْعَدِهِمْ خِلَافَ رَسُولِ اللَّهِ وَكَرِهُوا أَنْ يُجَاهِدُوا بِأَمْوَالِهِمْ وَأَنْفُسِهِمْ فِي سَبِيلِ اللَّهِ وَقَالُوا لَا تَنْفِرُوا فِي الْحَرِّ قُلْ نَارُ جَهَنَّمَ أَشَدُّ حَرًّا لَوْ كَانُوا يَفْقَهُونَ ۝٨١ فَلْيَضْحَكُوا قَلِيلًا وَلْيَبْكُوا كَثِيرًا جَزَاءً بِمَا كَانُوا يَكْسِبُونَ ۝٨٢﴾ [التوبة:81–82](7).
وروي أن رسول الله قال وهو في جهازه لتبوك، للجد بن قيس: «هَلْ لَكَ يَا جَدُّ الْعَامَ فِي جِلَادِ بَنِي الْأَصْفَرِ؟»، فقال: «يَا رَسُولَ اللَّهِ أو تأذن لي ولا تفتني، فو الله لَقَدْ عَرَفَ قَوْمِي مَا رَجُلٌ أَشَدُّ عَجَبًا بِالنِّسَاءِ مِنِّي، وَإِنِّي أَخْشَى إِنْ رَأَيْتُ نِسَاءَ بني الأصفر أن لَا أَصْبِرُ عَنْهُنَّ»، فأعرض عنه رسول الله، وقال: «قَدْ أَذِنْتُ لَكَ»، فنزلت آية: ﴿وَمِنْهُمْ مَنْ يَقُولُ ائْذَنْ لِي وَلَا تَفْتِنِّي أَلَا فِي الْفِتْنَةِ سَقَطُوا وَإِنَّ جَهَنَّمَ لَمُحِيطَةٌ بِالْكَافِرِينَ ۝٤٩﴾ [التوبة:49](8).
وذهب بعض المنافقين يعتذرون إلى النبي ليس لهم عذر، وإنما هو النفاق والشك وكراهية الجهاد، فأذن لهم بناء على ظاهر حالهم، فأنزل الله: ﴿عَفَا اللَّهُ عَنْكَ لِمَ أَذِنْتَ لَهُمْ حَتَّى يَتَبَيَّنَ لَكَ الَّذِينَ صَدَقُوا وَتَعْلَمَ الْكَاذِبِينَ ۝٤٣﴾ [التوبة:43](9).
وروي أنه بلغ رسول الله أن ناسًا منهم يجتمعون في بيت سويلم اليهودي يثبطون الناس عن رسول الله، فأرسل إليهم من أحرق عليهم بيت سويلم. في المقابل، هُناك من يشكك وينكر رواية حرق بيت سويلم، فقد ذكر علوي السقاف في كتابه «تخريج أحاديث وآثار كتاب في ظلال القرآن» أن الرواية ضعيفة وأنّ ابن هشام رواها بإسناد فيه مجهولان.
تحدث القُرآن الكريم عن موقف المنافقين، جاء في القرآن: ﴿لَوْ كَانَ عَرَضًا قَرِيبًا وَسَفَرًا قَاصِدًا لَاتَّبَعُوكَ وَلَكِنْ بَعُدَتْ عَلَيْهِمُ الشُّقَّةُ وَسَيَحْلِفُونَ بِاللَّهِ لَوِ اسْتَطَعْنَا لَخَرَجْنَا مَعَكُمْ يُهْلِكُونَ أَنْفُسَهُمْ وَاللَّهُ يَعْلَمُ إِنَّهُمْ لَكَاذِبُونَ ۝٤٢﴾ [التوبة:42](10)، وذكر ابن كثير: «يَقُولُ  مُوَبِّخًا لِلَّذِينِ تَخَلَّفُوا عَنِ النَّبِيِّ ﷺ فِي غزوة تبوك وقعدوا بَعْدَ مَا اسْتَأْذَنُوهُ فِي ذَلِكَ مُظْهِرِينَ أَنَّهُمْ ذَوُو أَعْذَارٍ وَلَمْ يَكُونُوا كَذَلِكَ فَقَالَ: لَوْ كانَ عَرَضاً قَرِيباً قَالَ ابْنُ عَبَّاسٍ:غَنِيمَةٌ قَرِيبَةٌ وَسَفَراً قاصِداً أَيْ قَرِيبًا أَيْضًا لَاتَّبَعُوكَ أَيْ لَكَانُوا جَاءُوا مَعَكَ لِذَلِكَ وَلكِنْ بَعُدَتْ عَلَيْهِمُ الشُّقَّةُ أَي الْمَسَافَةُ إِلَى الشَّامِ وَسَيَحْلِفُونَ بِاللَّهِ أَيْ لَكُمْ إِذَا رَجَعْتُمْ إِلَيْهِمْ لَوِ اسْتَطَعْنا لَخَرَجْنا مَعَكُمْ أي لو لم يكن لَنَا أَعْذَارٌ لَخَرَجْنَا مَعَكُمْ قَالَ اللَّهُ : يُهْلِكُونَ أَنْفُسَهُمْ وَاللَّهُ يَعْلَمُ إِنَّهُمْ لَكاذِبُونَ».
وفقًا لما جاء في كتاب «كتاب نضرة النعيم في مكارم أخلاق الرسول الكريم» فإنّ معركة تبوك كانت منذ بداية التحضير لها فرصة لتمييز المؤمنين عن المنافقين، وسد الفجوة بين الطرفين، ولم يكن هناك مجال لإخفاء المنافقين أو مدحهم. كلام الله تعالى وما أعلنه الرسول وبهذه الطريقة أنزل القرآن الكريم. على العكس من ذلك، فإن فضح نفاق المنافقين ووقف حدودهم أصبح واجبًا شرعيًا.

### قصة أبي ذر الغفاري

قبر الصحابي أبي ذر الغفاري بقرية الربذة

تخلف أبو ذر الغفاري، وأبطأ به بعيره. فقال رسول الله لفلان: «دَعُوهُ، فَإِنْ يَكُ فِيهِ خَيْرٌ فَسَيَلْحَقُهُ اللَّهُ بِكَمْ، وَإِنْ يَكُ غَيْرَ ذَلِكَ فَقَدْ أَرَاحَكُمْ اللَّهُ مِنْهُ». وتلوَّم أبو ذر على بعيره، فلما أبطأ عليه، أخذ متاعه فحمله على ظهره، ثم خرج يتبع أثر رسول الله ماشيًا، ونزل رسول الله في بعض منازله، فنظر ناظر من المسلمين فقال: «يَا رَسُولَ اللَّهِ، إنَّ هَذَا الرَّجُلَ يَمْشِي عَلَى الطَّرِيقِ وَحْدَهُ»، فقال رسول الله: «كُنْ أَبَا ذَرٍّ». فلما تأمله القوم قالوا: «يَا رَسُولَ اللَّهِ، هُوَ وَاَللَّهِ أَبُو ذَرٍّ»، فقال رسول الله: «رَحِمَ اللَّهُ أَبَا ذَرٍّ، يَمْشِي وَحْدَهُ، وَيَمُوتُ وَحْدَهُ، وَيُبْعَثُ وَحْدَهُ».
ومر الزمان، ونفي أبو ذر إلى الربذة، وتوفي فيها في ذي الحجة سنة 32 هـ، وكان أبو ذر لما حضرته الوفاة، قد أوصى امرأته وغلامه، فقال: «إذا مت فاغسلاني وكفناني، وضعاني على الطريق، فأول ركب يمرون بكم فقولا: هذا أبو ذر». فلما مات فعلا به ذلك، فإذا ركب من أهل الكوفة فيهم عبد الله بن مسعود، فسأل: «ما هذا؟»، قيل جنازة أبي ذر، فبكى ابن مسعود، وتذكر قول النبي محمد: «يرحم الله أبا ذر، يمشي وحده، ويموت وحده، ويبعث وحده». فصلى عليه، وألحده بنفسه.

### الوصول لحجر ثمود
روي أن الناس تسارعوا إلى أهل الحجر يدخلون عليهم، فلما بلغ ذلك الرسول محمد، نادى في الناس: «الصَّلَاةُ جَامِعَةٌ»، كان النبي مُمْسِكٌ بَعِيرَهُ، وَهُوَ يَقُولُ: «مَا تَدْخُلُونَ عَلَى قَوْمٍ غَضِبَ اللهُ عَلَيْهِمْ؟»، فناداه رجل منهم: نعجب منهم يا رسول الله، قال: «أَفَلَا أُنَبِّئُكُمْ بِأَعْجَبَ مِنْ ذَلِكَ؟ رَجُلٌ مِنْ أَنْفُسِكُمْ يُنْبِئُكُمْ بِمَا كَانَ قَبْلَكُمْ، وَمَا هُوَ كَائِنٌ بَعْدَكُمْ، فَاسْتَقِيمُوا وَسَدِّدُوا، فَإِنَّ اللهَ لَا يَعْبَأُ بِعَذَابِكُمْ شَيْئًا، وَسَيَأْتِي قَوْمٌ لَا يَدْفَعُونَ عَنْ أَنْفُسِهِمْ بِشَيْءٍ». لذلك فإن النبي أراد من أصحابه أن ينظروا إلى ديار ثمود ويذكروا غضب الله على الذين كذبوا رسوله.
كما يُذكر أنّ النبي لما مر بالحجر قال لأصحابه: «لَا تَدْخُلُوا مَسَاكِنَ الَّذِينَ ظَلَمُوا أَنْفُسَهُمْ، إِلَّا أَنْ تَكُونُوا بَاكِينَ حَذَرًا، أَنْ يُصِيبَكُمْ مِثْلُ مَا أَصَابَهُمْ»، ثُمَّ زَجَرَ فَأَسْرَعَ حَتَّى خَلَّفَهَا.

## الأخذ بالمشورة

### مشورة أبي بكر الصديق في الدعاء

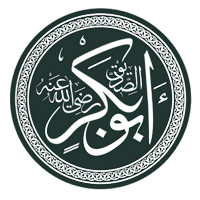
تخطيط لاسم أبو بكر الصديق

قيل لعمر بن الخطاب: «حدثنا عن شأن ساعة العسرة»، فقال عمر: «خَرَجْنَا إِلَى تَبُوكَ فِي قَيْظٍ شَدِيدٍ فَنَزَلْنَا مَنْزِلًا أَصَابَنَا فِيهِ عَطَشٌ حَتَّى ظَنَنَّا أَنَّ رِقَابَنَا سَتَنْقَطِعُ , حَتَّى إِنْ كَانَ الرَّجُلُ يَذْهَبُ يَلْتَمِسُ الْمَاءَ فَلَا يَرْجِعُ حَتَّى يَظُنُّ أَنَّ رَقَبَتَهُ سَتَنْقَطِعُ حَتَّى إِنَّ الرَّجُلَ لَيَنْحَرُ بَعِيرَهُ فَيَعْصِرُ فَرْثَهُ فَيَشْرَبُهُ فَيجْعَلُ مَا بَقِيَ عَلَى كَبِدِهِ فَقَالَ أَبُو بَكْرٍ: يَا رَسُولَ اللَّهِ! إِنَّ اللَّهَ قَدْ عَوَّدَكَ فِي الدُّعَاءِ خَيْرًا فَادْعُ لَنَا، فَقَالَ : "أَتُحِبُّ ذَلِكَ"؟ قَالَ : نَعَمْ، فَرَفَعَ يَدَيْهِ فَلَمْ يُرْجِعْهُمَا حَتَّى قَالَتِ السَّمَاءُ فَأَظَلَّتْ ثُمَّ سَكَبَتْ فَمَلَؤُوا مَا مَعَهُمْ، ثُمَّ ذَهَبْنَا نَنْظُرُ فَلَمْ نَجِدْهَا جَازَتِ الْعَسْكَرَ».

### مشورة عمر بن الخطاب
أصابت جيش العسرة مجاعة أثناء سيرهم إلى تبوك، فاستأذنوا النبي في نحر إبلهم حتى يسدوا جوعتهم، فلما أذن لهم النبي في ذلك جاءه عمر فأبدى مشورته في هذه المسألة، وهي أن الجند إن فعلوا ذلك نفدت رواحلهم وهم أحوج ما يكونون إليها في هذا الطريق الطويل، ثم ذكر حلا لهذه المعضلة وهو: جمع أزواد القوم ثم الدعاء لهم بالبركة فيها، فعمل بهذه المشورة حتى صدر القوم عن بقية من هذا الطعام بعد أن ملؤوا أوعيتهم منه وأكلوا حتى شبعوا.

تخطيط لاسم عمر بن الخطاب

عندما وصل رسول الله إلى منطقة تبوك وجد أن الروم فروا خوفًا من جيش المسلمين، فاستشار أصحابه في اجتياز حدود الشام، فأشار عليه عمر بن الخطاب بأن يرجع بالجيش إلى المدينة وعلل رأيه بقوله: إن للروم جموعًا كثيرة وليس بها أحد من أهل الإسلام، ولقد كانت مشورة مباركة؛ فإن القتال داخل بلاد الرومان يعد أمرًا صعبًا، إذ إنه يتطلب تكتيكًا خاصًا لأن الحرب في الصحراء تختلف في طبيعتها عن الحرب في المدن، بالإضافة إلى أن عدد الرومان في الشام يقرب من مائتين وخمسين ألفـًا، ولا شك في أن تجمع هذا العدد الكبير في تحصنه داخل المدن يعرض جيش المسلمين للخطر.

## موقف المنافقين

### الاستهزاء بالدين
روي أن رجلًا قال في إحدى المجالس: ما رأيت مثل قرائنا هؤلاء أرغب بطونا ولا أكذب ألسنا ولا أجبن عند اللقاء، فقال له رجل في المسجد: كذبت ولكنك منافق لأخبرن رسول الله. فلما بلغ ذلك النبي مُحمد ونزل قرآن، قال الصحابي عبد الله بن عمر: «وَأَنَا رَأَيْتُهُ مُتَعَلِّقًا بحَقَب نَاقَةِ رَسُولِ اللَّهِ ﷺ تَنكُبُه الْحِجَارَةُ وَهُوَ يَقُولُ: يَا رَسُولَ اللَّهِ، إِنَّمَا كُنَّا نَخُوضُ وَنَلْعَبُ. وَرَسُولُ اللَّهِ ﷺ يَقُولُ: ﴿وَلَئِنْ سَأَلْتَهُمْ لَيَقُولُنَّ إِنَّمَا كُنَّا نَخُوضُ وَنَلْعَبُ قُلْ أَبِاللَّهِ وَآيَاتِهِ وَرَسُولِهِ كُنْتُمْ تَسْتَهْزِئُونَ ۝٦٥﴾ [التوبة:65](11)».

### محاولة اغتيال النبي محمد
كان هُناك من يحاول اغتيال رسول الله وقد نزل في هؤلاء المنافقين قول الله تعالى: ﴿يَحْلِفُونَ بِاللَّهِ مَا قَالُوا وَلَقَدْ قَالُوا كَلِمَةَ الْكُفْرِ وَكَفَرُوا بَعْدَ إِسْلَامِهِمْ وَهَمُّوا بِمَا لَمْ يَنَالُوا وَمَا نَقَمُوا إِلَّا أَنْ أَغْنَاهُمُ اللَّهُ وَرَسُولُهُ مِنْ فَضْلِهِ فَإِنْ يَتُوبُوا يَكُ خَيْرًا لَهُمْ وَإِنْ يَتَوَلَّوْا يُعَذِّبْهُمُ اللَّهُ عَذَابًا أَلِيمًا فِي الدُّنْيَا وَالْآخِرَةِ وَمَا لَهُمْ فِي الْأَرْضِ مِنْ وَلِيٍّ وَلَا نَصِيرٍ ۝٧٤﴾ [التوبة:74](12) وقد ذكر ابن كثير أن الضحاك قال بأنّ نفرًا من المنافقين هموا بالفتك بالرسول محمدًا وهو في غزوة تبوك، في بعض تلك الليالي في حال السير، وكانوا بضعة عشر رجلًا، نزلت فيهم هذه الآية، بينما نقل الواحدي عن الضحاك أنّ المنافقين خرجوا إلى تبوك مع الرسول محمد، وكان المنافقون إذا خلا بعضهم ببعض سبوا النبي وأصحابه وطعنوا في دينهم، فنقل حذيفة ما قالوا إلى النبي، فقال لهم النبي: «يَا أَهْلَ النِّفَاقِ مَا هَذَا الَّذِي بَلَغَنِي عَنْكُمْ؟»، فحلفوا أنهم لم يقولوا شيئًا، فأنزل الله هذه الآية إكذابًا لهم.

### مسجد ضرار
لما رجع النبي محمد من تبوك قبل أن يدخل المدينة جاءه جماعة من المنافقين وسألوه أن يأتي مسجدهم بقباء ليصلي فيه وهو مسجد الضرار الذي بنوه مضاهاة لمسجد قباء لإضرار المسلمين وتفريق كلمتهم وجماعتهم وكان المنافقون يجتمعون فيه ويعيبون النبي محمد ويستهزئون، فدعا رسول الله بقميصه ليلبسه ويأتيهم فأنزل الله: : ﴿وَالَّذِينَ اتَّخَذُوا مَسْجِدًا ضِرَارًا وَكُفْرًا وَتَفْرِيقًا بَيْنَ الْمُؤْمِنِينَ وَإِرْصَادًا لِمَنْ حَارَبَ اللَّهَ وَرَسُولَهُ مِنْ قَبْلُ وَلَيَحْلِفُنَّ إِنْ أَرَدْنَا إِلَّا الْحُسْنَى وَاللَّهُ يَشْهَدُ إِنَّهُمْ لَكَاذِبُونَ ۝١٠٧ لَا تَقُمْ فِيهِ أَبَدًا لَمَسْجِدٌ أُسِّسَ عَلَى التَّقْوَى مِنْ أَوَّلِ يَوْمٍ أَحَقُّ أَنْ تَقُومَ فِيهِ فِيهِ رِجَالٌ يُحِبُّونَ أَنْ يَتَطَهَّرُوا وَاللَّهُ يُحِبُّ الْمُطَّهِّرِينَ ۝١٠٨﴾ [التوبة:107–108](13). كما يُذكر أن مسجد ضرار بني لأبي عمر الراهب، الذي تنصر في الجاهلية، وقد كان المشركون يعظمونه، فلما جاء الإسلام حصل له من الحسد ما أوجب مخالفته للرسول محمد فقام طائفة من المنافقين يبنون هذا المسجد، وقصدوا أن يبنوه لأبي عامر هذا. وقد ذكر ابن هشام في سيرته أن النبي أمر عمار بن ياسر، ومالك بن الدخشم مع بعض أصحابه وقال لهم: «انطلقوا إلى هذا المسجد الظالم أهله فاهدموه وحرقوه»، ففعلوا، وعن جابر بن عبد الله قال: «رأيت الدخان من مسجد الضرار حين انهار».

## وصول الجيش إلى تبوك
لما نزل المسلمون بتبوك، وبدأت ملامح القتال، قام رسول الله وخطب فيهم قائلًا:
| غزوة تبوك | أَيّهَا النّاسُ، أَمّا بَعْدُ، فَإِنّ أَصْدَقَ الْحَدِيثِ كِتَابُ اللّهِ، وَأَوْثَقَ الْعُرَى كَلِمَةُ التّقْوَى، وَخَيْرَ الْمِلَلِ مِلّةُ إبْرَاهِيمَ ، وَخَيْرَ السّنَنِ سُنَنُ مُحَمّدٍ، وَأَشْرَفَ الْحَدِيثِ ذِكْرُ اللّهِ، وَأَحْسَنَ الْقَصَصِ هَذَا الْقُرْآنُ، وَخَيْرَ الْأُمُورِ عَوَاقِبُهَا، وَشَرّ الْأُمُورِ مُحْدَثَاتُهَا، وَأَحْسَنَ الْهُدَى هُدَى الْأَنْبِيَاءِ، وَأَشْرَفَ الْقَتْلِ قَتْلُ الشّهَدَاءِ، وَأَعْمَى الضّلَالَةِ الضّلَالَةُ بَعْدَ الْهُدَى، وَخَيْرَ الْأَعْمَالِ مَا نَفَعَ، وَخَيْرَ الْهُدَى مَا اُتّبِعَ، وَشَرّ الْعَمَى عَمَى الْقَلْبِ، وَالْيَدَ الْعُلْيَا خَيْرٌ مِنْ السّفْلَى، وَمَا قَلّ وَكَفَى خَيْرٌ مِمّا كَثُرَ وَأَلْهَى، وَشَرّ الْأُمُورِ الْمَعْذِرَةُ حِينَ يَحْضُرَ الْمَوْتُ، وَشَرّ النّدَامَةِ يَوْمُ الْقِيَامَةِ. وَمِنْ النّاسِ مَنْ لَا يَأْتِي الْجُمُعَةَ إلّا نَذرًا، وَمِنْهُمْ مَنْ لَا يَذْكُرُ اللّهَ إلّا هُجْرًا، وَمِنْ أَعْظَمِ الْخَطَايَا اللّسَانُ الْكَذُوبُ، وَخَيْرَ الْغِنَى غِنَى النّفْسِ، وَخَيْرَ الزّادِ التّقْوَى، وَرَأْسَ الْحُكْمِ مَخَافَةُ اللّهِ، وَخَيْرَ مَا أُلْقِيَ فِي الْقَلْبِ الْيَقِينُ وَالِارْتِيَابَ مِنْ الْكُفْرِ. وَالنّيَاحَةَ مِنْ عَمَلِ الْجَاهِلِيّةِ، وَالْغُلُولَ مِنْ جَمْرِ جَهَنّمَ، وَالسّكْرَ كِنّ مِنْ النّارِ، وَالشّعْرَ مِنْ إبْلِيسَ، وَالْخَمْرَ جِمَاعُ الْإِثْمِ، وَالنّسَاءَ حِبَالَةُ الشّيْطَانِ، وَالشّبَابَ شُعْبَةٌ مِنْ الْجُنُونِ، وَشَرّ الْمَكَاسِبِ كَسْبُ الرّبَا، وَشَرّ الْمَأْكَلِ مَالُ الْيَتِيمِ. وَالسّعِيدَ مَنْ وُعِظَ بِغَيْرِهِ، وَالشّقِيّ مَنْ شَقِيَ فِي بَطْنِ أُمّهِ، وَإِنّمَا يَصِيرُ أَحَدُكُمْ إلَى مَوْضِعِ أَرْبَعَةِ أَذْرُعٍ وَالْأَمْرَ إلَى آخِرِهِ، وَمِلَاكَ الْعَمَلِ خَوَاتِمُهُ، وَالرّبَا رِبَا الْكَذِبِ. وَكُلّ مَا هُوَ آتٍ قَرِيبٌ، وَسِبَابَ الْمُؤْمِنِ فُسُوقٌ، وَقَتْلَ الْمُؤْمِنِ كُفْرٌ، وَأَكْلَ لَحْمِهِ مِنْ مَعْصِيَةِ اللّهِ، وَحُرْمَةَ مَالِهِ كَحُرْمَةِ دَمِهِ. وَمَنْ يَتَأَلّ عَلَى اللّهِ يُكَذّبْهُ، وَمَنْ يَعْفُ يَعْفُ اللّهُ عَنْهُ، وَمَنْ يكظم الغيظ أْجُرْهُ اللّهُ، وَمَنْ يَصْبِرْ عَلَى الرّذيّةِ يُعَوّضْهُ اللّهُ، وَمَنْ يَتّبِعْ السّمْعَةَ يُسَمّعْ اللّهُ بِهِ، وَمَنْ يَصْبِرْ يُضَاعِفْ اللّهُ لَهُ، وَمَنْ يَعْصِ اللّهَ يُعَذّبْهُ اللّهُ. اللّهُمّ اغْفِرْ لِي وَلِأُمّتِي، اللّهُمّ اغْفِرْ لِي وَلِأُمّتِي، أَسْتَغْفِرُ اللّهَ لِي وَلَكُمْ. | غزوة تبوك |

وقد نقلها ابن كثير في البداية والنهاية عن البيهقي، وقال: «وَهَذَا حَدِيثٌ غَرِيبٌ وَفِيهِ نَكَارَةٌ وفي اسناده ضعف والله أَعْلَمُ بِالصَّوَابِ».

## تفرق جيش الروم وهروبهم
حققت هذه الغزوة الغرض المرجو منها بالرغم من عدم الاشتباك الحربي مع الروم الذين آثروا الفرار شمالًا فحققوا انتصارًا للمسلمين دون قتال، حيث أخلوا مواقعهم للدولة الإسلامية، وترتب على ذلك خضوع النصرانية التي كانت تمت بصلة الولاء لدولة الروم مثل إمارة دومة الجندل، وإمارة إيلة (مدينة العقبة حاليًا على خليج العقبة)، وكتب رسول الله بينه وبينهم كتابا يحدد ما لهم وما عليهم.

## معجزات
ظهرت في غزوة تبوك معجزات، منها:

### سحابة الماء
لما جاز النبي حجر ثمود أصبح الناس ولا ماء لهم فشكوا ذلك إلى رسول الله فدعا رسول الله ربه واستسقى لمن معه من المسلمين فأرسل الله سحابة فأمطرت حتى ارتوى الناس واحتملوا حاجتهم من الماء، فقد روى ابن إسحاق: «حدثني عاصم بن عمر بن قتادة، عن محمود بن لبيد، عن رجال من بني عبد الأشهل قَالَ: قُلْتُ لِمَحْمُودِ: هَلْ كَانَ النَّاسُ يَعْرِفُونَ النِّفَاقَ فِيهِمْ؟ قَالَ: نعم واللَّه، إنْ كَانَ الرَّجُلُ لَيَعْرِفُهُ مِنْ أَخِيهِ وَمِنْ أَبِيهِ وَمِنْ عَمِّهِ وَفِي عَشِيرَتِهِ، ثُمَّ يَلْبَسُ بَعْضُهُمْ بَعْضًا عَلَى ذَلِكَ. ثُمَّ قَالَ مَحْمُودٌ: لَقَدْ أَخْبَرَنِي رِجَالٌ مِنْ قَوْمِي عَنْ رَجُلٍ مِنْ الْمُنَافِقِينَ مَعْرُوفٌ نِفَاقُهُ، كَانَ يَسِيرُ مَعَ رَسُولِ اللَّهِ ﷺ حَيْثُ سَارَ، فَلَمَّا كَانَ مِنْ أَمْرِ النَّاسِ بِالْحِجْرِ مَا كَانَ، وَدَعَا رَسُولُ اللَّهِ ﷺ حِينَ دَعَا، فَأَرْسَلَ اللَّهُ السَّحَابَةَ، فَأَمْطَرَتْ حَتَّى ارْتَوَى النَّاسُ قَالُوا: أَقْبَلْنَا عَلَيْهِ نَقُولُ: وَيْحَكَ، هَلْ بَعْدَ هَذَا شَيْءٌ! قَالَ: سَحَابَةٌ مَارَّةٌ».

### خبر ناقة رسول الله
لما كان رسول الله سائرًا في طريقه إلى تبوك، ضلت ناقته، فخرج أصحابه في طلبها وعند رسول الله رجل من أصحابه، يقال له: عمارة بن حزم، وكان عقبيًّا بدريًّا، وهو عم بني عمرو بن حزم، وكان في رحله زيد بن اللصيت القينقاعي، وكان منافقًا. قال زيد بن اللصيت وهو في رحل عمارة، وعمارة عند رسول الله: أليس محمد يزعم أنه نبي؟ ويخبركم عن خبر السماء، وهو لا يدري أين ناقته؟ فقال رسول الله وعمارة عنده: «إنَّ رَجُلًا قَالَ: هَذَا مُحَمَّدٌ يُخْبِرُكُمْ أَنَّهُ نَبِيٌّ، وَيَزْعُمُ أَنَّهُ يُخْبِرُكُمْ بِأَمْرِ السَّمَاءِ وَهُوَ لَا يَدْرِي أَيْنَ نَاقَتُهُ، وَإِنِّي وَاَللَّهِ مَا أَعْلَمُ إلَّا مَا عَلَّمَنِي اللَّهُ وَقَدْ دَلَّنِي اللَّهُ عَلَيْهَا، وَهِيَ فِي هَذَا الْوَادِي، فِي شِعْبِ كَذَا وَكَذَا، قَدْ حَبَسَتْهَا شَجَرَةٌ بِزِمَامِهَا»، فانطلقوا حتى تأتوني بها، فذهبوا فجاءوا بها، فرجع عمارة بن حزم إلى رحله، فقال: والله لعجب من شيء حدثناه رسول الله آنفا عن مقالة قائل أخبره الله عنه بكذا وكذا، للذي قال زيد بن اللصيت، فقال رجل ممن كان في رحل عمارة، ولم يحضر رسول الله: زيد والله قال هذه المقالة قبل أن تأتي، فأقبل عمارة على زيد، يجأ في عنقه (يطعنه فيه) يقول: إليَّ عباد الله، إن في رحلي لداهية، وما أشعر، اخرج أي عدو الله من رحلي فلا تصحبني، قال ابن إسحاق: «فَزَعَمَ بَعْضُ النَّاسِ أَنَّ زَيْدًا تَابَ بَعْدَ ذَلِكَ، وَقَالَ بَعْضُ النَّاسِ لَمْ يَزَلْ مُتَّهَمًا بِشَرٍّ حَتَّى هَلَكَ».

### الإخبار بهبوب ريح شديدة والتحذير منها
أخبر رسول الله أصحابه في تبوك بأن ريحًا شديدة ستهب، وأمرهم بأن يحتاطوا لأنفسهم ودوابهم فلا يخرجوا حتى لا تؤذيهم، وليربطوا دوابهم حتى لا تؤذى، وتحقق ما أخبر به رسول الله، فهبت الريح الشديدة وحملت من قام فيها إلى مكان بعيد. فقد روى مسلم في «صحيحه» بإسناده إلى أبي حميد قال: «وَانْطَلَقْنَا، حَتَّى قَدِمْنَا تَبُوكَ فَقَالَ رَسُولُ اللهِ ﷺ: «سَتَهُبُّ عَلَيْكُمُ اللَّيْلَةَ رِيحٌ شَدِيدَةٌ، فَلَا يَقُمْ فِيهَا أَحَدٌ مِنْكُمْ فَمَنْ كَانَ لَهُ بَعِيرٌ فَلْيَشُدَّ عِقَالَهُ» فَهَبَّتْ رِيحٌ شَدِيدَةٌ، فَقَامَ رَجُلٌ فَحَمَلَتْهُ الرِّيحُ حَتَّى أَلْقَتْهُ بِجَبَلَيْ طَيِّئٍ»، قال النووي في شرحه على صحيح مسلم معقبًا على هذا الحديث: «هَذَا الْحَدِيثُ فِيهِ هَذِهِ الْمُعْجِزَةُ الظَّاهِرَةُ مِنْ إِخْبَارِهِ ﷺ بِالْمَغِيبِ وَخَوْفِ الضَّرَرِ مِنَ الْقِيَامِ وَقْتَ الرِّيحِ».

منطقة تبوك

### تكثير ماء عين تبوك
قال معاذ بن جبل: « قَالَ رَسُولِ اللهِ: «إِنَّكُمْ سَتَأْتُونَ غَدًا، إِنْ شَاءَ اللهُ، عَيْنَ تَبُوكَ، وَإِنَّكُمْ لَنْ تَأْتُوهَا حَتَّى يُضْحِيَ النَّهَارُ، فَمَنْ جَاءَهَا مِنْكُمْ فَلَا يَمَسَّ مِنْ مَائِهَا شَيْئًا حَتَّى آتِيَ» فَجِئْنَاهَا وَقَدْ سَبَقَنَا إِلَيْهَا رَجُلَانِ، وَالْعَيْنُ مِثْلُ الشِّرَاكِ تَبِضُّ بِشَيْءٍ مِنْ مَاءٍ، قَالَ فَسَأَلَهُمَا رَسُولُ اللهِ ﷺ «هَلْ مَسَسْتُمَا مِنْ مَائِهَا شَيْئًا؟» قَالَا: نَعَمْ، فَسَبَّهُمَا النَّبِيُّ ﷺ، وَقَالَ لَهُمَا مَا شَاءَ اللهُ أَنْ يَقُولَ. قَالَ: ثُمَّ غَرَفُوا بِأَيْدِيهِمْ مِنَ الْعَيْنِ قَلِيلًا قَلِيلًا، حَتَّى اجْتَمَعَ فِي شَيْءٍ، قَالَ وَغَسَلَ رَسُولُ اللهِ ﷺ فِيهِ يَدَيْهِ وَوَجْهَهُ، ثُمَّ أَعَادَهُ فِيهَا، " فَجَرَتِ الْعَيْنُ بِمَاءٍ مُنْهَمِرٍ أَوْ قَالَ: غَزِيرٍ - شَكَّ أَبُو عَلِيٍّ أَيُّهُمَا قَالَ - حَتَّى اسْتَقَى النَّاسُ». وقد قال رسول الله لمعاذ بن جبل: «يُوشِكُ، يَا مُعَاذُ إِنْ طَالَتْ بِكَ حَيَاةٌ، أَنْ تَرَى مَا هَاهُنَا قَدْ مُلِئَ جِنَانًا».
لقد كانت منطقة تبوك والوادي الذي كانت فيه العين منطقة جرداء لقلة الماء، ولكن الله أجرى على يد رسوله بركة تكثير هذا الماء حتى أصبح يسيل بغزارة، ولم يكن هذا آتيا لسد حاجة الجيش، بل أخبر رسول الله بأنه سيستمر وستكون هناك جنان وبساتين مملوءة بالأشجار المثمرة، ولقد تحقق ما أخبر به الرسول بعد فترة قليلة من الزمن، وما زالت تبوك حتى اليوم تمتاز بجنانها وبساتينها ونخيلها وتمورها، تنطق بصدق نبوة الرسول محمد وتشهد بأن الرسول لا يتكلم إلا صدقًا، ولا يخبر إلا حقًا، ولا ينبئ بشيء إلا ويتحقق.

### تكثير الطعام
روي أن الرسول محمد دعا الله لتكثير الطعام القليل حتى كفى الآلاف من المسلمين، فقد جاء أن أصحاب رسول الله لما أصابهم الجوع في غزوة تبوك استأذنوه في نحر ظهورهم، فطلب منهم أن يأتوه بفضل أزوادهم، فدعا فيه بالبركة، ثم قال: «خُذُوا فِي أَوْعِيَتِكُمْ»، فأخذوا في أوعيتهم، حتى ما تركوا في العسكر وعاءً إلا ملؤوه، فأكلوا حتى شبعوا وفضلت فضلة.

## آيات قرآنية
إن الآيات التي أنزلها الله سبحانه وتعالى في قرآنه الكريم إبان غزوة العسرة هي أطول ما نزل في قتال المسلمين وخصومهم.

### التخلف عن الحرب
بدأت تلك الآيات باستنهاض الهمم لرد هجوم المسيحية، وإشعارهم بأن الله لا يقبل ذرة تفريط في حماية دينه ونصرة نبيه، وإن التراجع أمام الصعوبات الحائلة دون قتال الروم، يعد مزلقة إلى الردة والنفاق، قال تعالى: ﴿يَا أَيُّهَا الَّذِينَ آمَنُوا مَا لَكُمْ إِذَا قِيلَ لَكُمُ انْفِرُوا فِي سَبِيلِ اللَّهِ اثَّاقَلْتُمْ إِلَى الْأَرْضِ أَرَضِيتُمْ بِالْحَيَاةِ الدُّنْيَا مِنَ الْآخِرَةِ فَمَا مَتَاعُ الْحَيَاةِ الدُّنْيَا فِي الْآخِرَةِ إِلَّا قَلِيلٌ ۝٣٨ إِلَّا تَنْفِرُوا يُعَذِّبْكُمْ عَذَابًا أَلِيمًا وَيَسْتَبْدِلْ قَوْمًا غَيْرَكُمْ وَلَا تَضُرُّوهُ شَيْئًا وَاللَّهُ عَلَى كُلِّ شَيْءٍ قَدِيرٌ ۝٣٩﴾ [التوبة:38–39](14).
فعاتب القرآن الكريم من تخلف عتابًا شديدًا، وتميزت غزوة تبوك عن سائر الغزوات بأن الله حث على الخروج فيها -وعاتب من تخلف عنها- والآيات الكريمة جاءت بذلك، كقوله تعالى:﴿انْفِرُوا خِفَافًا وَثِقَالًا وَجَاهِدُوا بِأَمْوَالِكُمْ وَأَنْفُسِكُمْ فِي سَبِيلِ اللَّهِ ذَلِكُمْ خَيْرٌ لَكُمْ إِنْ كُنْتُمْ تَعْلَمُونَ ۝٤١﴾ [التوبة:41](15).

### الشُحّ بالمال
قدَّم فقراء المسلمين جهدهم من النفقة على استحياء؛ ولذلك تعرَّضوا للسخرية من المنافقين، فقد روي أنّ أَبُو عَقِيلٍ تَصَدَّقَ بِنِصْفِ صَاعٍ، وَجَاءَ إِنْسَانٌ بِشَيْءٍ أَكْثَرَ مِنْهُ، فَقَالَ الْمُنَافِقُونَ: «إِنَّ اللهَ لَغَنِيٌّ عَنْ صَدَقَةِ هَذَا، وَمَا فَعَلَ هَذَا الْآخَرُ إِلَّا رِيَاءً، إِنَّ اللهَ لَغَنِيٌّ عَنْ صَدَقَةِ هَذَا، وَمَا فَعَلَ هَذَا الْآخَرُ إِلَّا رِيَاءً»، فَنَزَلَتْ آية: ﴿الَّذِينَ يَلْمِزُونَ الْمُطَّوِّعِينَ مِنَ الْمُؤْمِنِينَ فِي الصَّدَقَاتِ وَالَّذِينَ لَا يَجِدُونَ إِلَّا جُهْدَهُمْ فَيَسْخَرُونَ مِنْهُمْ سَخِرَ اللَّهُ مِنْهُمْ وَلَهُمْ عَذَابٌ أَلِيمٌ ۝٧٩﴾ [التوبة:79](5).

### جزاء وفاقًا
بين القرآن الكريم أن المؤمنين الذين خرجوا مع رسول الله -وعددهم يزيد عن الثلاثين ألفا- قد كتب الله لهم الأجر العظيم؛ قال تعالى: ﴿وَلَا عَلَى الَّذِينَ إِذَا مَا أَتَوْكَ لِتَحْمِلَهُمْ قُلْتَ لَا أَجِدُ مَا أَحْمِلُكُمْ عَلَيْهِ تَوَلَّوْا وَأَعْيُنُهُمْ تَفِيضُ مِنَ الدَّمْعِ حَزَنًا أَلَّا يَجِدُوا مَا يُنْفِقُونَ ۝٩٢﴾ [التوبة:92](16).

## ما بعد المعركة
كانت للغزوة نتائج عدة أهمها:

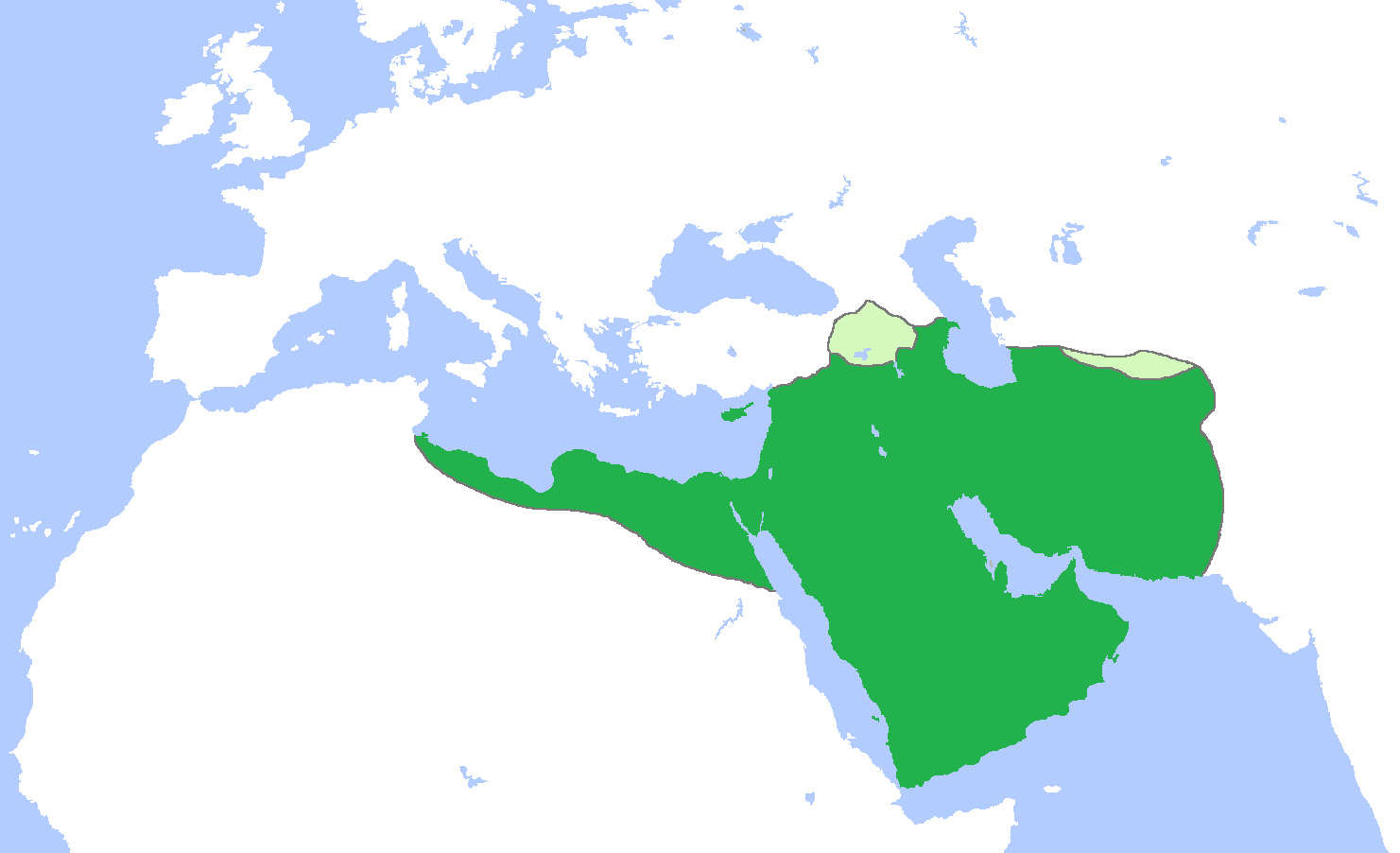
دولة الخلفاء الراشدين في أقصى اتساعها سنة 654م. تظهر المناطق التابعة اسميًا للخلافة باللون الأخضر الباهت.

- إسقاط هيبة الروم من نفوس العرب جميعًا -مسلمهم وكافرهم على السواء- لأن قوة الروم كانت في حس العرب لا تقاوم، ولا تغلب، ومن ثم فقد فزعوا من ذكر الروم وغزوهم، ولعل الهزيمة التي لحقت بالمسلمين في غزوة مؤتة كانت مؤكدة على ما ترسخ في ذهن العربي في جاهليته من أن الروم قوة لا تقهر، فكان لا بد من هذا النفير العام لإزاحة هذه الهزيمة النفسية من نفوس العرب.
- إظهار قوةالمسلمين كقوة وحيدة في المنطقة قادرة على تحدي القوى العظمى عالميًا -حينذاك- ليس بدافع عصبي أو عرقي، أو تحقيق أطماع زعامات معاصرة، وإنما بدافع تحريري؛ حيث تدعو الإنسانية إلى تحرير نفسها من عبودية العباد إلى عبودية رب العباد، ولقد حققت هذه الغزوة الغرض المرجو منها بالرغم من عدم الاشتباك الحربي مع الروم الذين آثروا الفرار شمالا فحققوا انتصارا للمسلمين دون قتال، حيث أخلوا مواقعهم للمسلمين، وترتب على ذلك خضوع النصرانية التي كانت تمت بصلة الولاء لدولة الروم مثل إمارة دومة الجندل، وإمارة إيلة (مدينة العقبة حاليا على خليج العقبة)، وكتب رسول الله بينه وبينهم كتابا يحدد ما لهم وما عليهم،[2] وأصبحت القبائل العربية الشامية الأخرى التي لم تخضع للسيطرة المسلمين في تبوك تتعرض بشدة للتأثير الإسلام، وبدأ الكثير من هذه القبائل يراجع موقفه ويقارن بين جدوى الاستمرار في الولاء للدولة البيزنطية أو تحويل هذا الولاء إلى المسلمين، ويعد ما حدث في تبوك نقطة البداية العملية للفتح الإسلامي لبلاد الشام،[72] وإن كانت هناك محاولات قبلها ولكنها لم تكن في قوة التأثير كغزوة تبوك، فقد كانت هذه الغزوة بمثابة المؤشر لبداية عمليات متواصلة لفتح البلدان، والتي واصلها خلفاء رسول الله من بعده، ومما يؤكد هذا أن الرسول قبل موته جهز جيشا بقيادة أسامة بن زيد بن حارثة ليكون رأس حربة موجهة صوب الروم، وطليعة لجيش الفتح، ضم هذا الجيش جُلَّ صحابة رسول الله، ولكنه لم يقم بمهمته إلا بعد وفاته.[2]
- توحيد الجزيرة العربية تحت حكم رسول الله ، حيث تأثر موقف القبائل العربية من رسول الله، والدعوة بمؤثرات متداخلة كفتح مكة، وخيبر، وغزوة تبوك، فبادر كل قوم بإسلامهم بعد أن امتد سلطان المسلمين إلى خطوط التماس مع الروم ثم مصالحة نجران في الأطراف الجنوبية على أن يدفعوا الجزية، فلم يعد أمام القبائل العربية إلا المبادرة الشاملة إلى اعتناق الإسلام والالتحاق بركب النبوة بالسمع والطاعة؛ ونظرا لكثرة وفود القبائل العربية التي قدمت إلى المدينة من أنحاء الجزيرة العربية بعد عودة النبي من غزوة تبوك لتعلن إسلامها هي ومن وراءها، فقد سمي العام التاسع للهجرة في المصادر الإسلامية بعام الوفود.[73]

## طالع أيضًا
- غزوة مؤتة.
- فتح مكة.
- الإمبراطورية البيزنطية.
- هرقل.

### الآياتِ القرآنيّةِ
- «1»: التَّوْبةُ: 41.
- «2»: التَّوْبةُ: 117.
- «3»: التَّوْبةُ: 28.
- «4»: التَّوْبةُ: 123.
- «5»: التَّوْبةُ: 79.
- «6»: التَّوْبةُ: 91-92.
- «7»: التَّوْبةُ: 81-82.
- «8»: التَّوْبةُ: 49.
- «9»: التَّوْبةُ: 43.
- «10»: التَّوْبةُ: 42.
- «11»: التَّوْبةُ: 65.
- «12»: التَّوْبةُ: 74.
- «13»: التَّوْبةُ: 108.
- «14»: التَّوْبةُ: 38-39.
- «15»: التَّوْبةُ: 41.
- «16»: التَّوْبةُ: 92.

| قبلها: غزوة الطائف | غزوات الرسول غزوة تبوك | بعدها: -- |